# 延圣寺
延圣寺是一处古建筑，位于山西省太原市小店区小店街道孙家寨村，建于清代。
2016年6月6日，延圣寺公布为第五批山西省文物保护单位。